# Морело (Анкона)
Морело је насеље у Италији у округу Анкона, региону Марке.
Према процени из 2011. у насељу је живело 76 становника. Насеље се налази на надморској висини од 448 м.